# José Bergamín
José Bergamín (n. 30 decembrie 1895, Madrid, Noua Castilie⁠(d), Spania – d. 28 august 1983, Hondarribia⁠(d), Comunitatea Autonomă a Țării Basce, Spania) a fost un eseist spaniol. A trăit în exil din 1939.

## Opera
- 1922: Racheta și steaua ("La cohete y la estrella");
- 1926: Caractere ("Caracteres");
- 1933: Însemnătatea spiritului demonic ("La importancia del demonio");
- 1959: Granițele infernale ale poeziei ("Fronteras infernales de la poesía").

A întemeiat revista Cruz y raya și a condus revista España peregrina.